# Brachypogon norvegicus
Brachypogon norvegicus is een muggensoort uit de familie van de knutten (Ceratopogonidae). De wetenschappelijke naam van de soort is voor het eerst geldig gepubliceerd in 2000 door Szadziewski & Hagan.